# Ernst Wall
Ernst Georg Wall (* 2. Februar 1903 in Boll; † 29. Dezember 1985 in Riedlingen an der Donau) war Oberstudienrat und Prähistoriker. Wall nahm nach 1945 die naturwissenschaftlich begründete und interdisziplinäre archäologische Federseeforschung wieder auf. Wall galt als ausgewiesener Experte der Siedlungsgeschichte des Federseemoors und erschloss durch seine Arbeit neue Aspekte der Siedlungsgeschichte. Wall erhielt für seine Arbeit u. a. 1984 den Württembergischen Archäologiepreis.

## Leben
Er wurde als Sohn des evangelischen Pfarrers Johann Friedrich Wall in Bad Boll geboren. Nach der Volksschule besucht er bis 1921 auf Wunsch des Vaters das evangelisch-theologische Seminar Maulbronn und Blaubeuren. Dort lernt er Griechisch, Latein und Hebräisch. Dabei beschäftigten ihn bereits damals sehr stark die Naturwissenschaften, was dann konsequenterweise zu einem Studium der Physik und Mathematik an der Technischen Hochschule Stuttgart führte. Seine Diplomprüfung schloss er in technischer Physik ab. Überdies schloss er beide Examina für das höhere Lehramt in den Fächern Mathematik und Physik mit „sehr gut“ ab. Es folgte 1928 das Referendarjahr am Dillmann-Realgymnasium Stuttgart (heute das Dillmann-Gymnasium). 1929 wechselte Studienassessor Wall an das Gymnasium in Schwäbisch Hall, wo er im selben Jahr als Initiator die FAG Schwäbisch Hall (Flug- und Arbeitsgemeinschaft) ins Leben rief, der Grundstein für den heutigen Luftsportverband Schwäbisch Hall e.V. Ziel der FAG war die Konstruktion und der Bau von Gleitflugzeugen, die der Physiker Wall mitentwickelte.
1930 wechselte er schließlich an die Friedrich-Eugen-Oberrealschule in Stuttgart. In den folgenden Jahren hatte Wall mehrere kurze Anstellungen so an der Latein- und Realschule Geislingen, dem evangelischen theologischen Seminar Schöntal, der Oberrealschule Ulm, und der Oberrealschule Reutlingen. Erst 1934 erhielt Wall eine Anstellung als „Studienassessor“ an der  Oberrealschule für Jungen (RG/ORS) in Friedrichshafen am Bodensee. In Friedrichshafen lernte er auch seine Frau, die aus Bad Schussenried stammende Karoline Danner kennen, die er 1937 in Friedrichshafen ehelicht. Im Frühjahr 1939 folgt die Ernennung zum Studienrat und Wall wird Beamter auf Lebenszeit. Schon im September desselben Jahres wird Wall zur Luftwaffe eingezogen. Der Naturwissenschaftler Wall gehört als Wehrmachtsbeamter im Rang eines Regierungsrates einer Forschungsgruppe an, die zur Lösung spezieller Probleme der Fliegerei gebildet worden war. Als solcher dient er am Aerologischen Observatorium Friedrichshafen, später an der Wolkenforschungsstelle, die 1940 an die Universität Prag übersiedelt. Nach seinem Ausscheiden kommt er wieder nach Friedrichshafen. Weitere Stationen waren Klagenfurt, Berlin, Fürstenfeldbruck, Böblingen und der Flughafen Reichenbach in Bad Schussenried. Die Familie wurde durch den Verlust der Wohnung durch Fliegerbomben 1943 zum Umzug nach Bad Schussenried gezwungen. Beim Versuch im April 1945 nach Buchau zu gelangen, geriet Wall in einjährige französische Kriegsgefangenschaft in Frankreich. Nach seiner Rückkehr nach Deutschland wurde Wall im August 1946 auf Betreiben des „Deutschen Meteorologischen Dienstes, Zentralstation Buchau a.F.“ von Friedrichshafen an die Oberschule Buchau abgeordnet. Bereits 1949 kehrte Wall nach Friedrichshafen zurück. In der folgenden Zeit bewarb sich Wall um eine Studienratstelle und trat diese 1952 am Gymnasium in Riedlingen an der Donau (heute das Kreisgymnasium Riedlingen) an. In Riedlingen schied Wall schließlich 1967 aus dem Schuldienst als Pensionär aus. Wall starb am 29. Dezember 1985 in Riedlingen. Er ist in Meersburg am Bodensee beigesetzt.
Am 15. November 1965 erhielt er die Herig-Medaille (geschaffen von Karl Goetz, München) des Instituts für Griff-Forschung in Rechtenstein an der Donau. Weiterer Preisträger war der Japaner Prof. C. Matsuda von der Universität Kyōto. 1984 wurde Wall der Württembergische Archäologiepreis des Württembergischen Genossenschaftsverband Raiffeisen/Schulze-Delitzsch in Stuttgart verliehen. 1984 folgte die Ehrung durch seine Wahlheimatstadt Riedlingen durch den Bürgermeister Wetzel.

## Veröffentlichungen (Auswahl)
- Das Bimetallthermometer und seine Behandlung. In: Zeitschrift für angewandte Meteorologie. Das Wetter. Band 58, 1941
- Über den Zustand unterkühlter Wolken. In: Zeitschrift für angewandte Meteorologie. Das Wetter. Band 58, 1941
- Wo entstehen die Schneekristalle? In: Zeitschrift für angewandte Meteorologie. Das Wetter. Band 59, 1942
- Über die Entstehung der Schneekristalle I. In: Wissenschaftliche Arbeit des Deutschen meteorologischen Dienstes im französischen Besatzungsgebiet. Band 1, 1, 1947
- Das Federseegebiet als Gegenstand wissenschaftlicher Forschung. In: W. Zimmermann (Hrsg.): Der Federsee. Verlag des Schwäbischer Albvereins e.V., Stuttgart 1948
- Der Federsee von der Eiszeit bis zur Gegenwart. In: W. Zimmermann (Hrsg.): Der Federsee. Verlag Schwäbischer Albverein, 1961
- mit Alfons Kasper: Die Kultivierung des Steinhauser oder Wilden Rieds. In: W. Zimmermann (Hrsg.): Der Federsee. Verlag Schwäbischer Albverein, 1961
- Archäologische Federseestudien. Untersuchungen zu Topographie, Stratigraphie, Hydrologie und Chronologie der vorgeschichtlichen Siedlungen am Federsee. (Siedlungsarchäologie im Alpenvorraum V), Konrad Theiss Verlag, Stuttgart 1998